# Otton II de Zutphen
Otton II de Zutphen, dit le Riche, né vers 1050, mort en 1113, fut seigneur puis comte de Zutphen de 1063 à 1113. Il était le fils de Gottschalk de Twent, comte de Twente et seigneur de Zutphen, et d'Adélaïde de Bonnegau (nl).
À la mort de son père en 1063, son frère aîné reçut les possessions paternelles, tandis qu'il reçut Zutphen, qui provenait de l'héritage maternel. Les dons qu'il fit à plusieurs établissements religieux, ainsi que la reconstruction de l'église Saint Walburgskerk de Zutphen, détruite par un incendie, lui valurent le surnom le Riche.
À partir de 1101, Otton est qualifié de comte de Zutphen. 

## Mariages et enfants
D'une première épouse, dont l'histoire n'a pas retenue le nom, il eut :
- Adélaïde, mariée à Egbert de Sarrebruck.

Il se remaria en secondes noces avec Judith († 1118), fille de Louis Ier, comte d'Arnstein, et eut :
- Henri II († 1122), comte de Zutphen ;
- Ermengarde († 1138), comtesse de Zutphen, mariée :
  1. à Gérard II († 1131), comte de Gueldre et de Wassenberg,
  2. puis à Conrad II († 1136), comte de Luxembourg ;
- Thierry II de Zutphen ou de Winzenburg (de) († 1127), évêque de Münster de 1118 à 1127 ;
- Gérard I de Lohn (nl) (ou Gebhard), mort avant 1092, seigneur de Lohn.

## Source
- (nl) Otto II 'de Rijke', 1063-1113, Heer en graaf van Zutphen.